# Petru Iosub
Petru Iosub (n. 16 iunie 1961, Fălticeni, Suceava, România) este un fost canotor român, laureat cu aur la Jocurile Olimpice de vară din 1984 de la Los Angeles.
A activat la CS Dinamo București. Ca membru al echipei naționale a României, a participat la Jocurile Olimpice de vară din 1980 de la Moscova, unde a ocupat locul 5 la proba de patru rame fără cârmaci (4-). La ediția din 1984 de la Los Angeles a concurat cu Valer Toma în proba de doi rame fără cârmaci (2-), unde s-a clasat pe locul 1 cu timpul de 6:45,39. Astfel a cucerit primul titlu olimpic din istoria canotajului masculin românesc la această probă. 
În 1981 a primit titlul de Maestru al sportului.

## Legături externe
- Petru Iosub la Comitetul Olimpic și Sportiv Român (arhivat)
- en  Petru Iosub pe World Rowing
- en Petru Iosub la Olympedia.org